# Кірхберг (Саксонія)
Кірхберг (нім. Kirchberg) — місто в Німеччині, розташоване в землі Саксонія. Входить до складу району Цвікау. Центр об'єднання громад Кірхберг.
Площа — 39,58 км2. Населення становить 8166 ос. (станом на 31 грудня 2020).